# Scopula cinerata
Scopula cinerata är en fjärilsart som beskrevs av Fabricius 1781. Scopula cinerata ingår i släktet Scopula och familjen mätare. Inga underarter finns listade.